# Wildpark

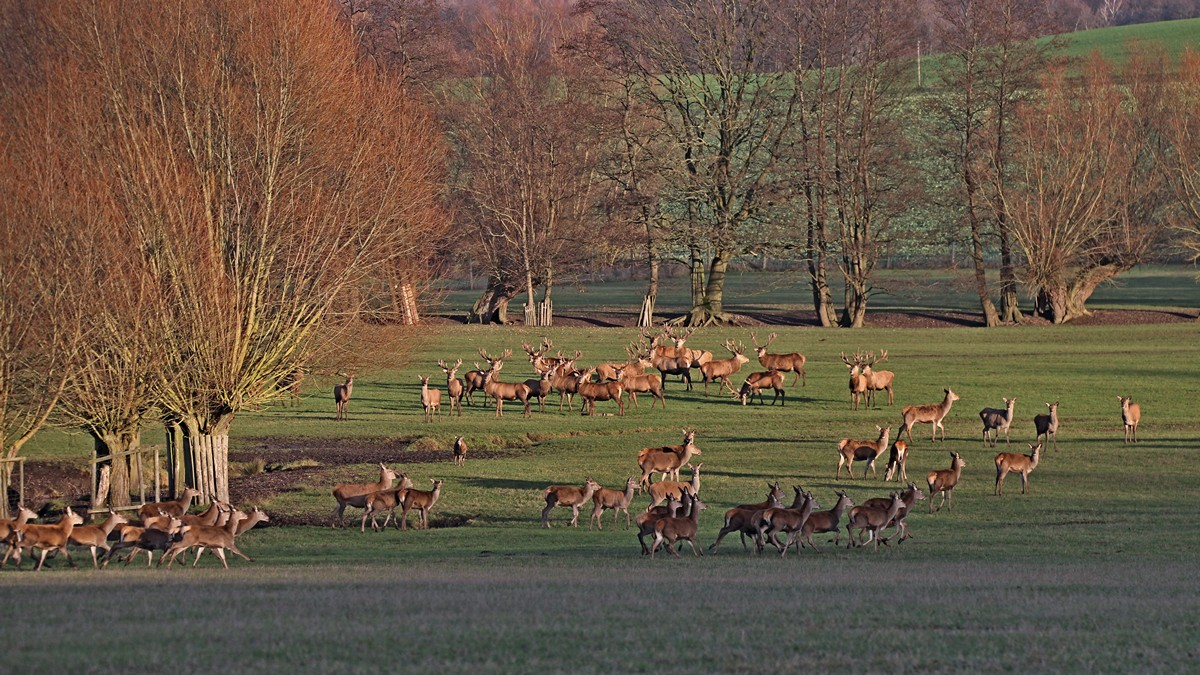
Biowildpark Mamerow im Landkreis Rostock

Ein Wildpark war ursprünglich ein eingefriedetes Waldgebiet, in dem Wildtiere für Jagdzwecke gehalten wurden, vor allem für herrschaftliche Jäger. In diesem Sinne hat sich der Begriff in einer Reihe von Flurnamen enthalten. Seit dem 20. Jahrhundert bezeichnet das Wort vor allem Zoos und ähnliche Einrichtungen, die überwiegend einheimische Wildtiere in großflächigen naturnahen Gehegen halten.

## Begriffsentwicklung
Anfang des 20. Jahrhunderts bezeichnete das Wort „Wildpark“ „fest eingefriedigte Waldteile, in denen Wild verschiedener Art zum Zwecke der Jagdausübung gehalten und gezogen wird“ Ursprünglich dienten diese Parks der Haltung von Dam-, Reh-, Rot- und Schwarzwild insbesondere für fürstliche oder königliche Jagdgesellschaften. Ein solcher Wildpark musste eine ausreichende Größe für die Haltung der Tiere besitzen und war meist durch Zäune oder Mauern gesichert. Die Bezeichnung „Wildpark“ existiert bis in die Gegenwart als Eigenname für eine Reihe von früher zu solchen Zwecken genutzten Waldgebieten, beispielsweise den Wildpark im Südwesten von Potsdam.
In heutiger Zeit hat sich die Bezeichnung „Wildpark“ im deutschen Sprachraum vor allem für Einrichtungen etabliert, in denen zu Schauzwecken überwiegend einheimische Wildtiere in großflächigen, naturnahen Gehegen gehalten werden.

## Deutschland
Deutsche Wildparks halten vor allem Wild aus deutschen Wäldern, wie Damhirsch, Rothirsch, Sikahirsch, Reh, Steinbock, Europäischer Mufflon und Wildschwein. Dazu kommen häufig Heckrinder, Wisente, Wölfe, Elche und Luchse sowie einheimische Vogelarten. Das Freizeitangebot wird häufig durch Streichelzoos und Spielplätze vervollständigt.
- Anholter Schweiz
- Eulbacher Park
- Wildpark Alte Fasanerie
- Wildpark an den Eichen
- Wildpark Brudergrund
- Wildpark Dinklage
- Wildpark Donsbach
- Wildpark Edersee
- Wildpark Eekholt
- Wildpark Frankfurt (Oder)
- Wildpark Gersfeld
- Wildpark im Grafenberger Wald
- Eifelpark Gondorf
- Otter-Zentrum Hankensbüttel
- Wildpark Hundshaupten
- Wildpark Johannismühle
- Wildpark Klaushof
- Wildpark Knüll
- Wildpark Kranichstein
- Wildpark Leipzig
- Wildpark Lüneburger Heide
- Wildpark Mainz-Gonsenheim
- Wildpark Müden
- Wildpark Bad Marienberg
- Wildpark Bad Mergentheim
- Wildgehege Moritzburg

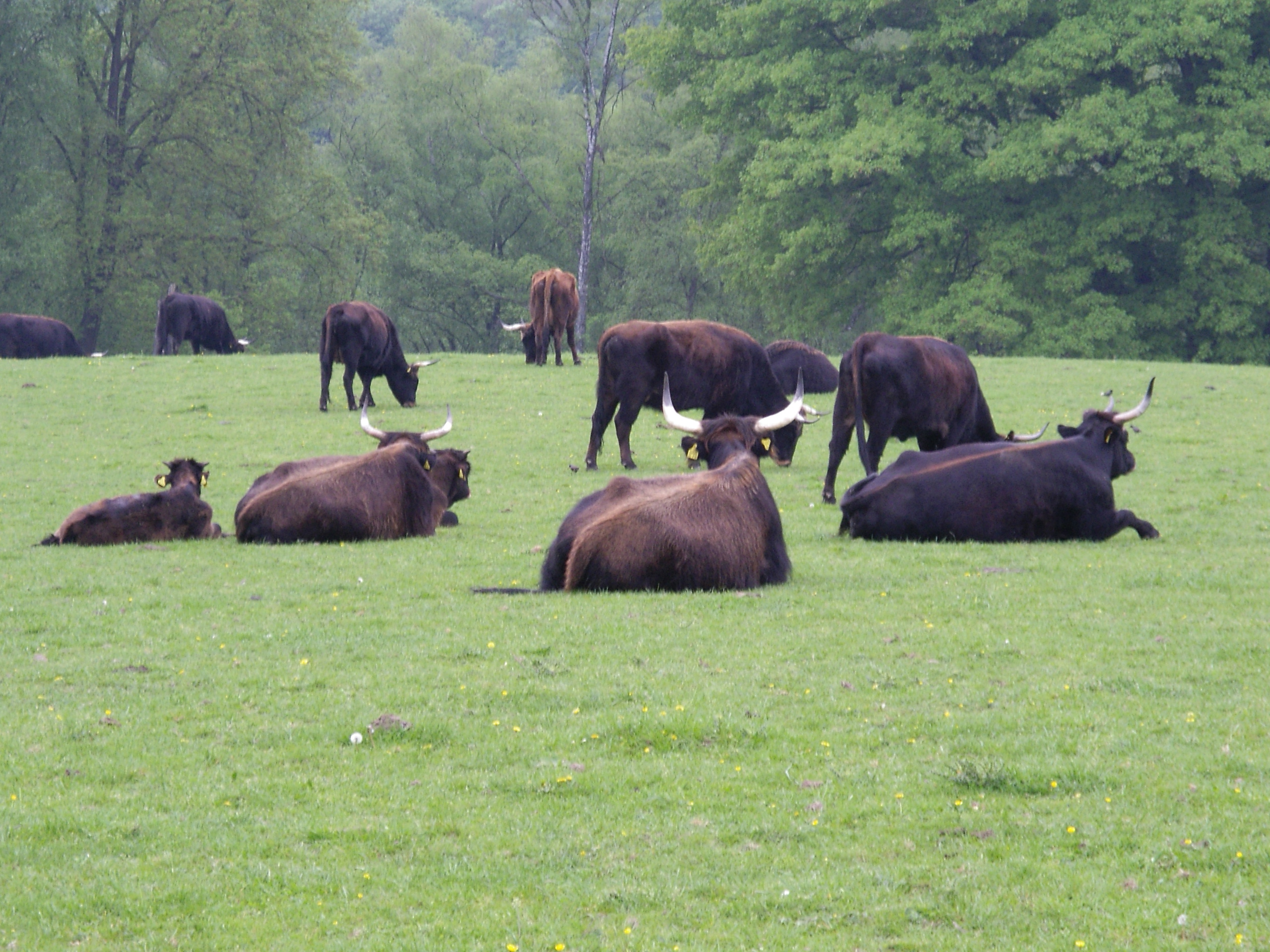
Heckrinder im Eiszeitlichen Wildgehege Neandertal

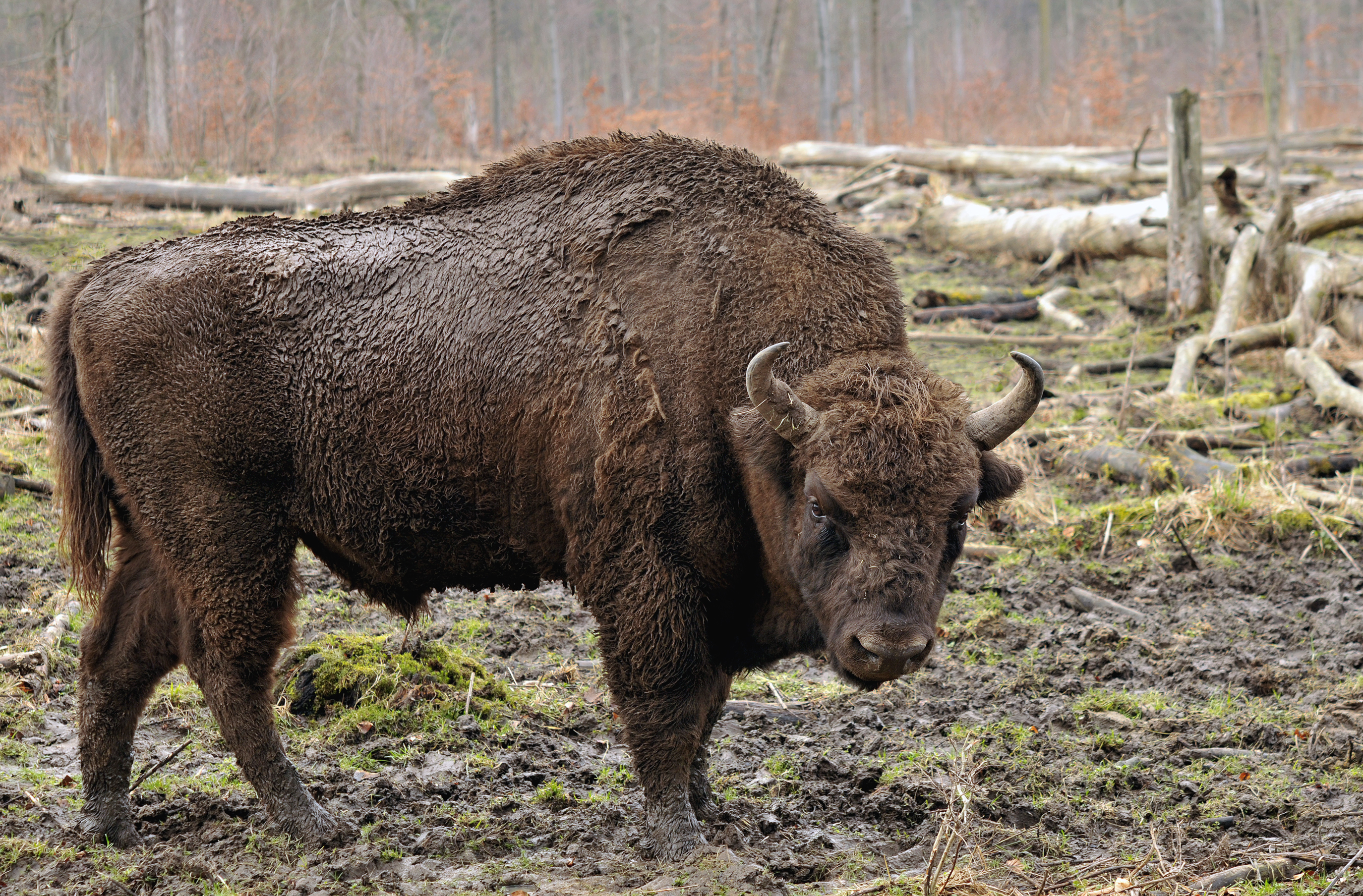
Wisentgehege Springe

- Eiszeitliches Wildgehege Neandertal
- Panorama-Park Sauerland Wildpark
- Wildpark Pforzheim
- Wildpark Poing
- Tierpark Rheinböllen
- Wildpark Rheingönheim
- Tierpark Sababurg
- Wildpark Schorfheide
- Wildpark Schwarze Berge
- Wisentgehege Springe
- Wildpark Tambach
- Wildpark Tiergarten Weilburg
- Wildpark-MV in Güstrow

## Österreich
- Alpen Wildpark Feld am See in Kärnten
- Cumberland Wildpark im Salzkammergut
- Lainzer Tiergarten, Wien
- Wildpark Ernstbrunn im Weinviertel
- Wildpark Feldkirch, Feldkirch
- Wildpark Altenfelden, Altenfelden

## Schweiz
- Wildpark Langenberg, Langnau am Albis
- Wildpark Bruderhaus, Winterthur
- Wildpark Peter und Paul, St. Gallen
- Alpenwildpark Harder, Interlaken
- Wildpark Brienz
- Tierpark Biel
- Wildpark Zofingen
- Wildpark Roggenhausen bei Aarau
- Wildpark Mühletäli bei Starrkirch-Wil
- Wildpark Gitziloch, Rohrbach
- Wildpark Langenthal
- Murmeltierpark, Grimselpass
- Wildnispark Zürich

## Andere Länder
- Frankreich: Parc animalier de Sainte-Croix
- Israel
  - Chai Bar Karmel
  - Reservat Hai Bar[5]